# サン＝ブノワ＝デュ＝ソー
サン＝ブノワ＝デュ＝ソー（Saint-Benoît-du-Sault）は、フランス、サントル＝ヴァル・ド・ロワール地域圏、アンドル県のコミューン。

## 地理
コミューンは県南西部、自然区分上の地方であるボワショー・シュド地方にあり、ポルトフイユ谷の上にある。ル・ブランとは33キロメートル、シャトールーとは47キロメートル離れている。
コミューンはベレール、ル・ボワ、カリエールの3つの集落をもつ。

## 由来
フランス革命の間、1793年ヴァンデミエール25日の国民公会のデクレに従い、アンシャン・レジーム体制を想起させる名称のコミューンは他の名称に置き換えることになり、コミューンはモン＝デュ＝ソー（Mont-du-Sault）と改名した。

## 歴史
元々は、幾人かのベネディクト会派修道士たちがフルーリー修道院から離れ、小さなコロニーとしてCaput Servium（現在のサルシエルジュ＝サン＝マルタン）を創設したことに始まる。修道院はローマ街道に近かったため、時代は特定できないが異民族侵攻を受けて10世紀にサリス（Salis、現在のサン＝ブノワ＝デュ＝ソー）へ移転した。自然の岩山の上にあり、よりよく防御できるとみなされたからである。
村の歴史はブロス子爵家とも関係がある。したがって、中世の外観が岩の小高い丘にあり、15世紀から16世紀にかけて建てられた住宅や、狭い通り、絵のように美しい広場がある。現在のコミューンの紋章はブロス家のものである。
ジョルジュ・ウィルソンが監督した映画、La Vouivreは1987年にサン＝ブノワ＝デュ＝ソーで撮影された。
2014年の小郡再編によって、コミューンは小郡庁所在地ではなくなった。

## 人口統計
2015年当時のコミューン人口は612人で、2010年時点の人口に比べて6.13％減少した。
| 1962年 | 1968年 | 1975年 | 1982年 | 1990年 | 1999年 | 2006年 | 2015年 |
| ------ | ------ | ------ | ------ | ------ | ------ | ------ | ------ |
| 699    | 822    | 864    | 836    | 856    | 766    | 714    | 612    |

参照元:1962年から1999年までは複数コミューンに住所登録をする者の重複分を除いたもの。それ以降は当該コミューンの人口統計によるもの。1999年までEHESS/Cassini、2006年以降INSEE

## 史跡

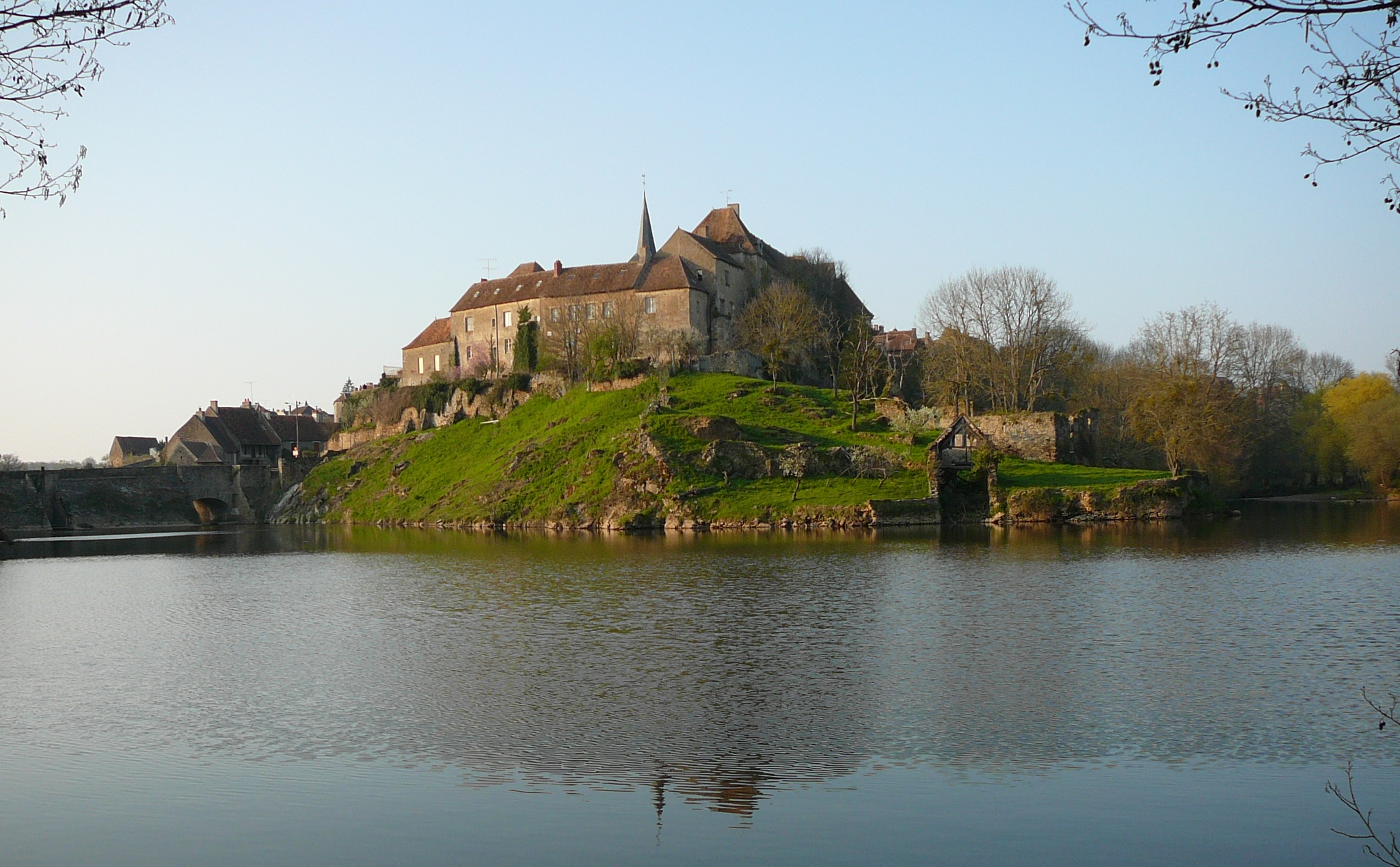
小修道院
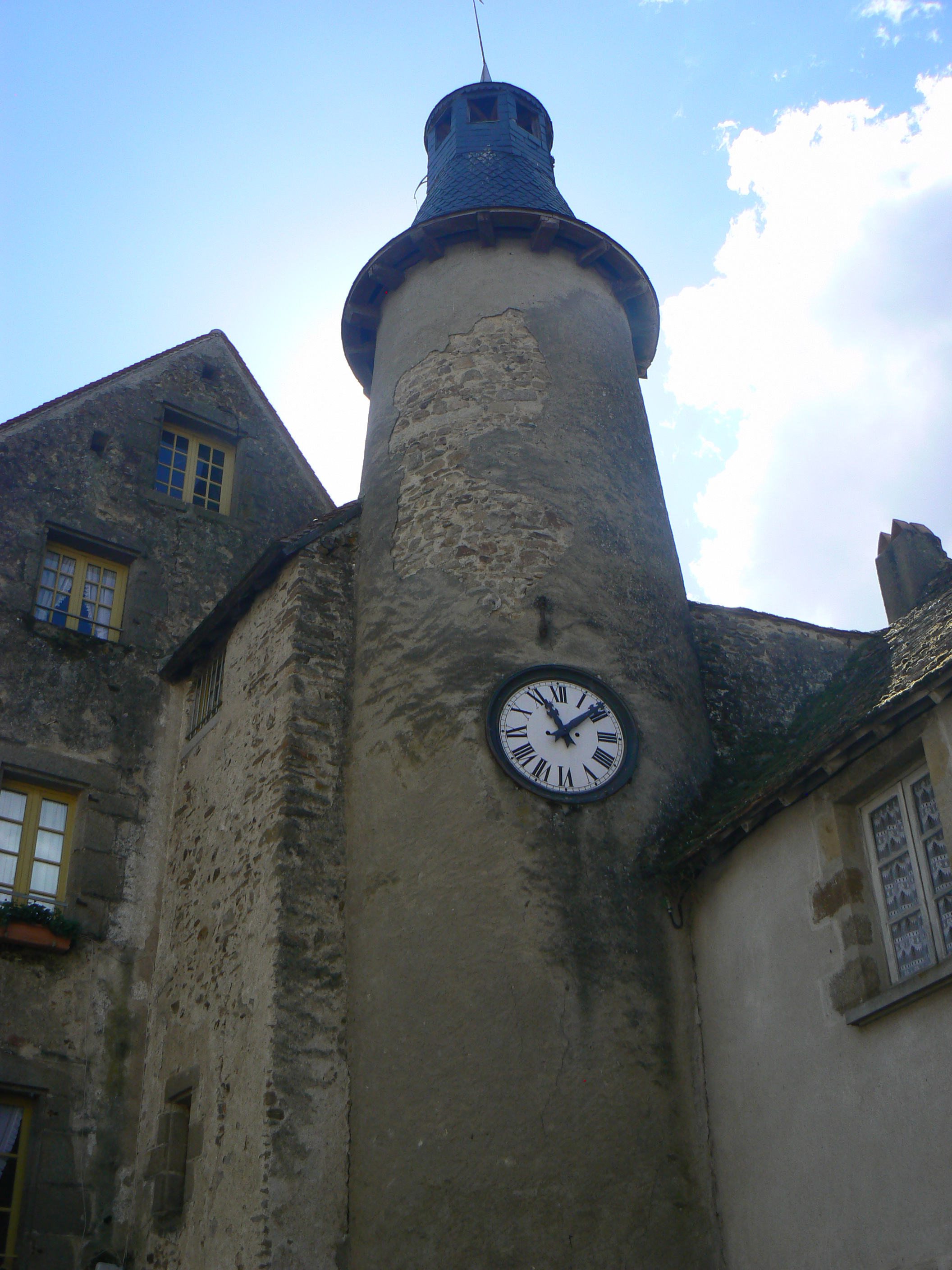
鐘楼
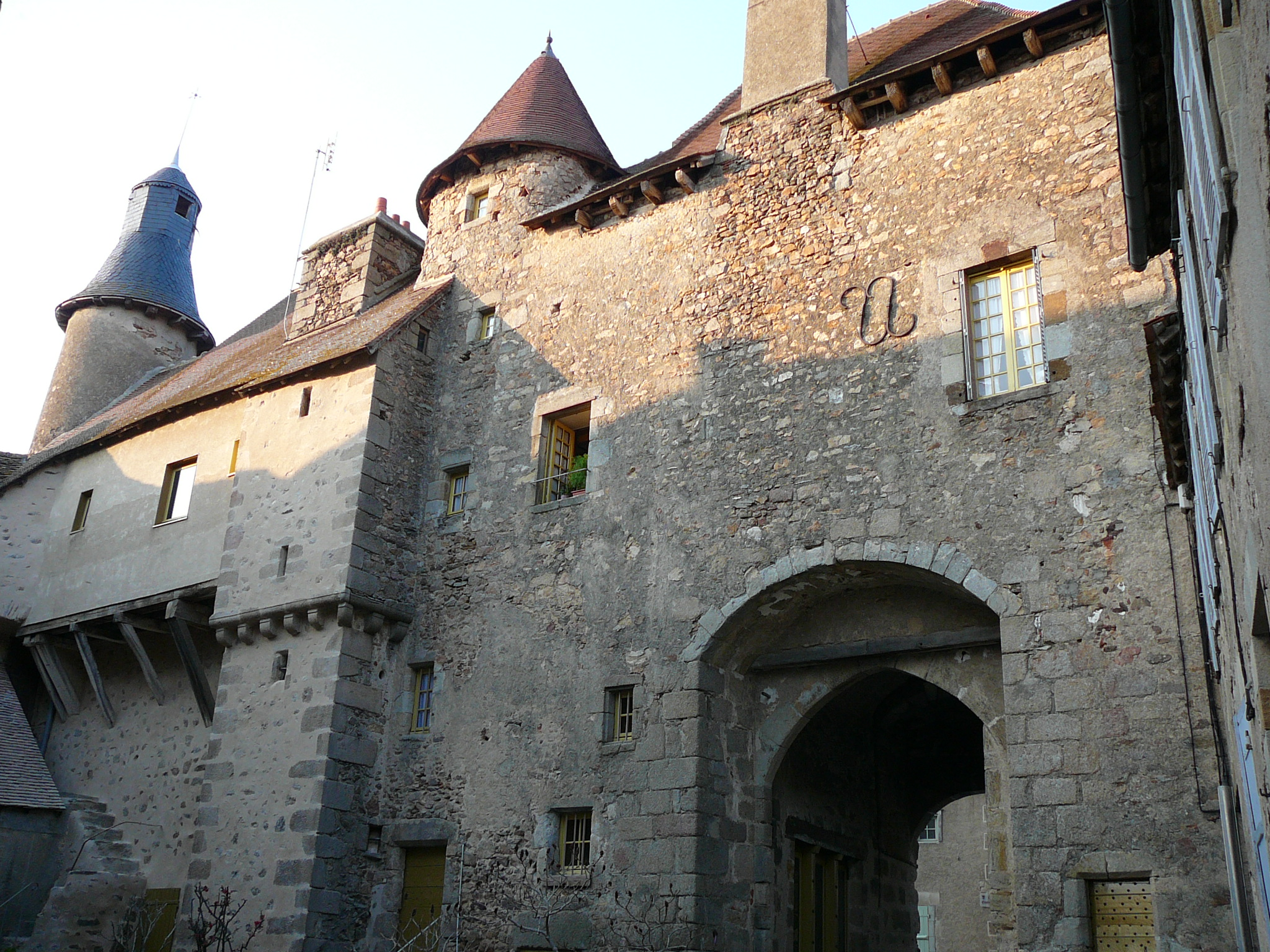
中世の街並み
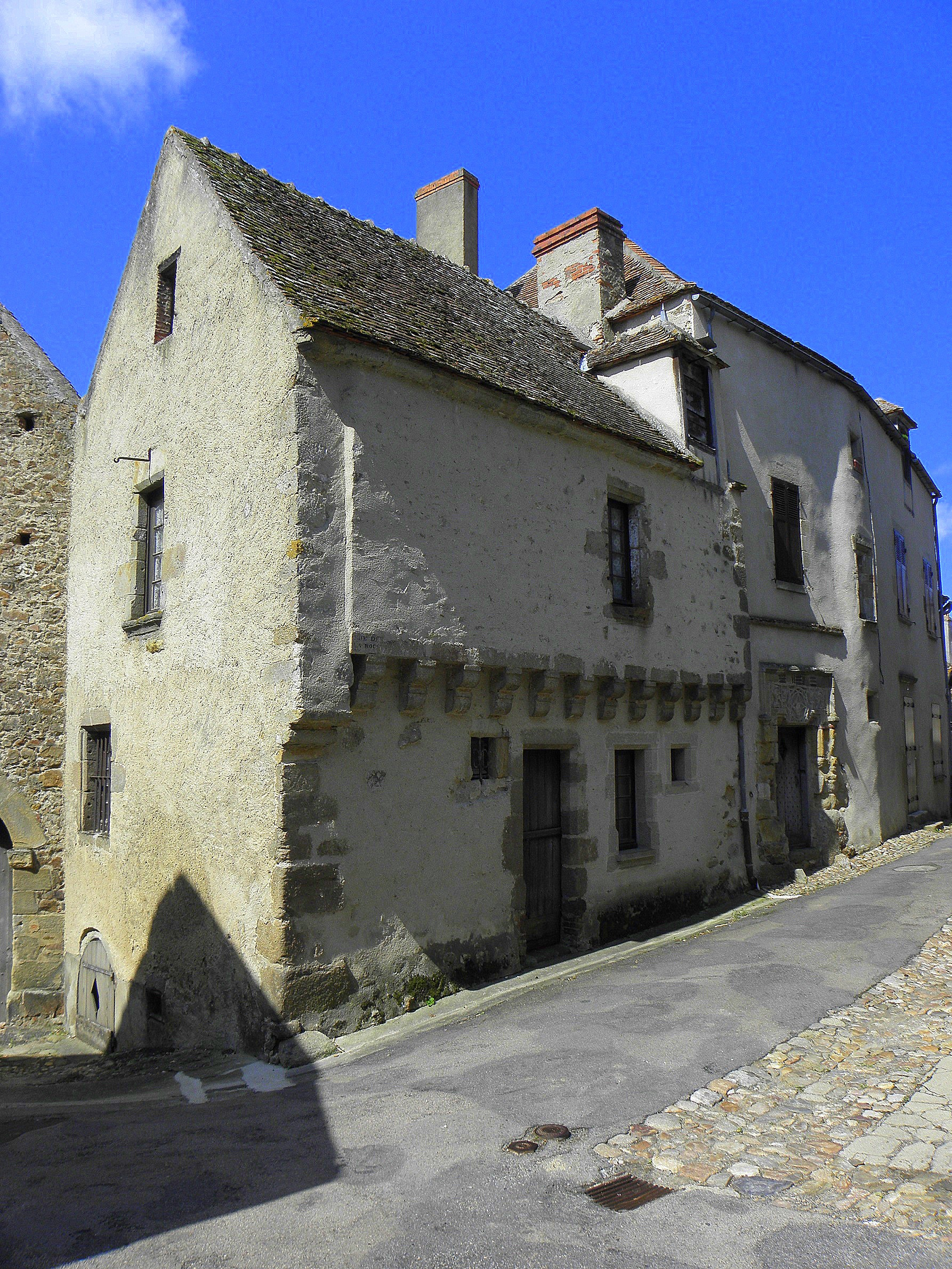
アルジャンティエ邸
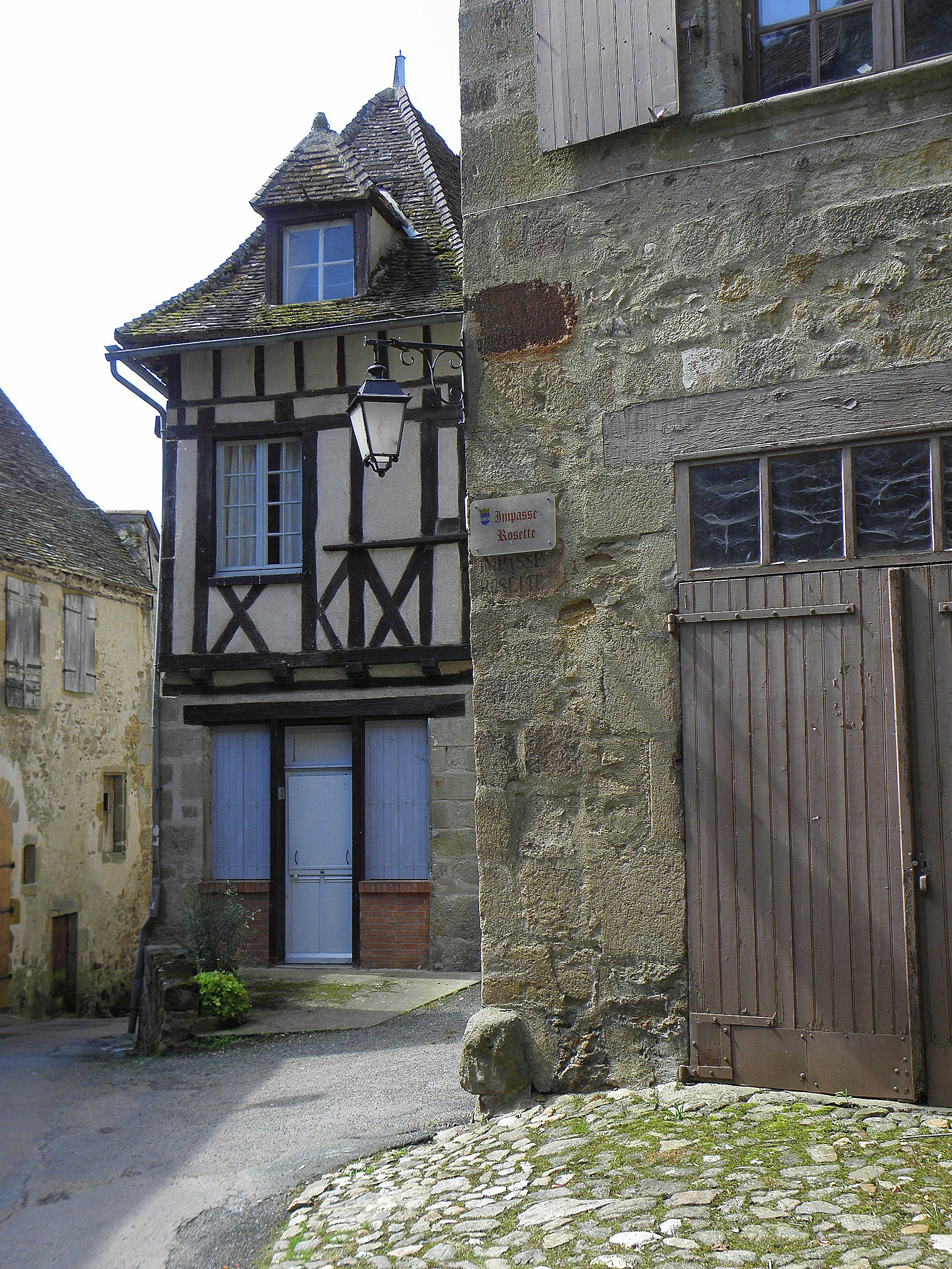
古い住宅

## 著名な出身者
- エルヴェ・フェイ - 天文学者